# 빈 콕스
비앤 콕스(Veanne Cox, 영어 발음: /viːˈæn/, 1963년 1월 19일 ~ )는 미국의 배우이다.
노퍽에서 태어났다. 에미상 후보로 지명되었다.

## 출연 작품
- 리틀 박시즈 (2016년)
- 더 베러 앤젤스 (2014년)
- 팬 암 (2011년) - 해브미어 역
- 새스콰치 갱 (2006년)
- 힙합 X (2003년)
- 투 윅스 노티스 (2002년)
- 베토벤 4 (2001년)
- 빅 에덴 (2000년)
- 에린 브로코비치 (2000년) - 테레사 역
- 유브 갓 메일 (1998년)
- 바보 헨리 (1997년)
- 신데렐라 (1997년)
- 더티 머니 (1995년)
- 아일랜드 시티 (1994년)
- 미스 파이어크랙커 (1989년)

### 텔레비전
- 원 라이프 투 리브 (1968년)